# Vivianiaceae
Vivianiaceae är en familj av tvåhjärtbladiga växter. Vivianiaceae ingår i ordningen näveordningen, klassen tvåhjärtbladiga blomväxter, fylumet kärlväxter och riket växter. Enligt Catalogue of Life omfattar familjen Vivianiaceae 18 arter. 
Kladogram enligt Catalogue of Life:
| Vivianiaceae | \| \| Balbisia \| \| \| \| \| \| Rhynchotheca \| \| \| \| \| \| Viviania \| \| \| \| |
|              | \| \| Balbisia \| \| \| \| \| \| Rhynchotheca \| \| \| \| \| \| Viviania \| \| \| \| |
|              | Francoaceae                                                                          |
|              |                                                                                      |
|              | näveväxter                                                                           |
|              |                                                                                      |
|              | Melianthaceae                                                                        |
|              |                                                                                      |
|              | Balbisia                                                                             |
|              |                                                                                      |
|              | Rhynchotheca                                                                         |
|              |                                                                                      |
|              | Viviania                                                                             |
|              |                                                                                      |

|  | Balbisia     |
|  |              |
|  | Rhynchotheca |
|  |              |
|  | Viviania     |
|  |              |